# Neoepiscardia creagra
Neoepiscardia creagra är en fjärilsart som beskrevs av László Anthony Gozmány. Neoepiscardia creagra ingår i släktet Neoepiscardia och familjen äkta malar. Inga underarter finns listade i Catalogue of Life.